# Fumarato ferroso
Il fumarato ferroso è il sale di ferro (II) dell'acido fumarico.
Si presenta come una polvere fine, rosso-bruna, inodore, poco solubile in acqua, molto poco solubile in alcool.
Trova uso anche come integratore alimentare per sopperire alla carenza di ferro.